# Cap Pillar

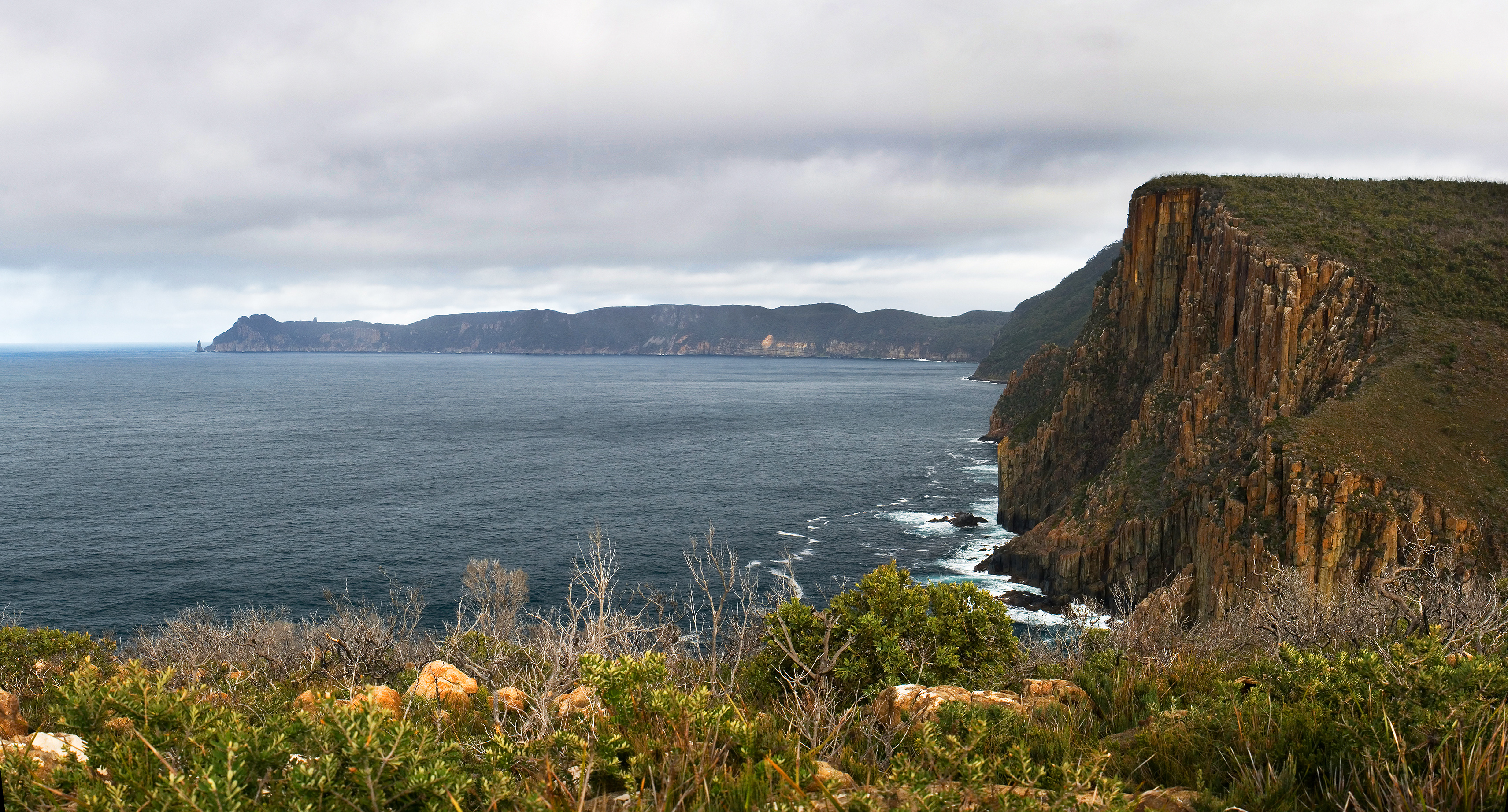
Cap Pillar

Le cap Pillar est un cap situé en Tasmanie (Australie) à la pointe sud-est de la péninsule de Tasman, dans le parc national de Tasman.
Les falaises de dolérite du cap Pillar, qui présentent une structure d'orgues ressemblant aux orgues basaltiques, sont parmi les plus hautes du monde (environ 300 mètres).
Le cap Pillar de Tasmanie ne doit pas être confondu avec un autre cap Pillar (cabo Pilar), à l'autre extrémité de l'océan Pacifique, au Chili, à l'entrée du détroit de Magellan (Île de la Désolation).